# Ministério da Cultura (Cabo Verde)
| Ministério da Cultura e Indústrias Criativas |                               |
| Praia                                        |                               |
| Atual ministro                               | Abraão Aníbal Barbosa Vicente |

Abraão Aníbal Barbosa Vicente, atual ministro da pasta.

O Ministério da Cultura e Indústrias Criativas é o órgão nacional do Governo  de Cabo Verde, responsável pelas políticas da área da cultura do país.